# Guitars
Guitars es un álbum de estudio de Mike Oldfield, siendo su 19.º álbum. Fue producido por él mismo y publicado por Warner Music el 24 de mayo de 1999.
A su vez, dicho álbum fue grabado por Oldfield junto con Ben Darlow. La primera y única intención del disco era que sólo aparecieran instrumentos de la familia de las guitarras. En Guitars, Oldfield revisa los diferentes estilos guitarrísticos que ha interpretado durante su carrera musical, homenajeando, además al grupo inglés The Shadows. Todos los sonidos, incluyendo la percusión, fueron generados de guitarras en vivo, guitarra MIDI, o samplers de guitarras individuales. Tras la publicación de Guitars, Mike Oldfield realizó la gira "Then and Now '99".

## Canciones
Todas las canciones compuestas por Mike Oldfield:
1. «Muse» - 2:09.
2. «Cochise»- 5.13.
3. «Embers» - 3:49.
4. «Summit Day» - 3:46.
5. «Out of Sight» - 3:46.
6. «B. Blues» - 4:27.
7. «Four Winds» - 9:31.
8. «Enigmatism» - 3:29.
9. «Out of Mind» - 3:44.
10. «From the Ashes» - 2:28.

## Acompañamientos
Oldfield, durante todo el álbum utiliza guitarras de varios tipos. Lo más destacado, el uso de las guitarras sintetizadas, que utiliza para recrear las baterías y otros sonidos de cuerda. «Four Winds» es un trabajo de cuatro partes que representan los cuatro puntos cardinales.

## Imagen del interior
En la imagen del interior se puede ver a Oldfield rodeado de algunas de las guitarras que utiliza en el disco. Desde la guitarra española, arriba a la derecha, y en sentido de las agujas del reloj, éstas son las guitarras.
- Guitarra española José Ramírez.
- Fender Stratocaster salmon pink (1962).
- Guitarra Martín O-45 Parlour.
- PRS Custom 24 con sintetizador Roland.
- Fender Stratocaster Sunburst (1972).
- PRS Custom 24.
- Guitarra flamenca José Ramírez.
- bajo de 4 cuerdas Wal.
- PRS McCarty Thinline

## Personal
- Mike Oldfield: Guitarras, compositor, programación, productor e ingeniero de grabación.
- Ben Darlow: Ingeniero de grabación.